# Gwoździany (gromada)
Gwoździany – dawna gromada, czyli najmniejsza jednostka podziału terytorialnego Polskiej Rzeczypospolitej Ludowej w latach 1954–1972.
Gromady, z gromadzkimi radami narodowymi (GRN) jako organami władzy najniższego stopnia na wsi, funkcjonowały od reformy reorganizującej administrację wiejską przeprowadzonej jesienią 1954 do momentu ich zniesienia z dniem 1 stycznia 1973, tym samym wypierając organizację gminną w latach 1954–1972.
Gromadę Gwoździany z siedzibą GRN w Gwoździanach utworzono – jako jedną z 8759 gromad na obszarze Polski – w powiecie lublinieckim w woj. stalinogrodzkim, na mocy uchwały nr 20/54 WRN w Stalinogrodzie z dnia 5 października 1954. W skład jednostki weszły obszary dotychczasowych gromad Dzielna, Głowczyce, Gosławice, Gwoździany (z wyłączeniem terenów wchodzących w skład gromad Łagiewniki Małe i Pludry) i Zwóz (z wyłączeniem terenów wchodzących w skład gromady Rzędowice), a także osada Cegielnia z dotychczasowej gromady Skrzydłowice ze zniesionej gminy Łagiewniki Małe, w tymże powiecie. Dla gromady ustalono 21 członków gromadzkiej rady narodowej.
20 grudnia 1956 województwo stalinogrodzkie przemianowano (z powrotem) na katowickie.
31 grudnia 1961 z gromady Gwoździany wyłączono z obrębu katastralnego Państwo Dobrodzień (karta mapy 12) parcele nr nr kat. 19, 49/24 i 53/47, włączając je do gromady Sieraków w tymże powiecie.
Gromada przetrwała do końca 1972 roku, czyli do kolejnej reformy gminnej.